# 保發集團
保發集團國際控股有限公司，簡稱保發集團國際控股、保發集團國際和保發集團（英語：PERFECT GROUP INTERNATIONAL HOLDINGS LIMITED，港交所：3326），在1985年，由簡健光（主席及首席執行官）於香港（總部）成立「保發珠寶有限公司」。
業務在全球經營設計、製造及銷售鑽石首飾產品。此外，也是香港珠寶製造業廠商會其中成員，在2005年9月30日加入。
股份在2016年1月4日於港交所主板上市。全球發售1.125億股，公開發售佔1,125萬股，國際配售佔1.0125億股，招股價介乎每股0.93至1.4港元，集資約1.04億至1.57億港元。

## 企業歷史
- 1985年，成立保發珠寶。

- 1999年，生產廠房由香港搬遷至中國廣東省深圳。

- 2008年：
  - 首次於香港參與珠寶展。
  - 於東莞成立保發工廠。
  - 獲香港珠寶製造業廠商會2008年最受買家歡迎首飾設計比賽胸針組別銀獎。

- 2009年，於阿聯酋迪拜成立分公司。

- 2014年，獲香港中小型企業總商會頒發最佳中小企業獎。

- 2015年，保發(香港)註冊成立。

- 2016年，獲香港商業專業評審中心頒發卓越商業大獎。

- 2017年：
  - 獲得國際時尚翡翠首飾設計大獎公開組(繪圖)亞軍。
  - 於佛山市順德區倫教街道投得土地建造廣東保發珠寶產業中心。

- 2018年，保發集團大廈落成開幕。

- 2022年，拓寬物業管理業務。

- 2023年，拓展業務至光伏發電儲能領域。

## 外部連結
- hkperjew.com.hk （页面存档备份，存于）